# Бургынбаш
Бургынбаш (баш. Борғонбаш) — деревня в Татышлинском районе Республики Башкортостан Российской Федерации. Входит в состав Курдымского сельсовета. 

## География

### Географическое положение
Расстояние до:
- районного центра (Верхние Татышлы): 28 км,
- центра сельсовета (Старый Курдым): 5 км,
- ближайшей ж/д станции (Рабак): 10 км.

## Население
| 2002 | 2009 | 2010 |
| ---- | ---- | ---- |
| 147  | ↘137 | →137 |

Национальный состав
Преобладающая национальность — татары (98%).